# 诸民族的监狱

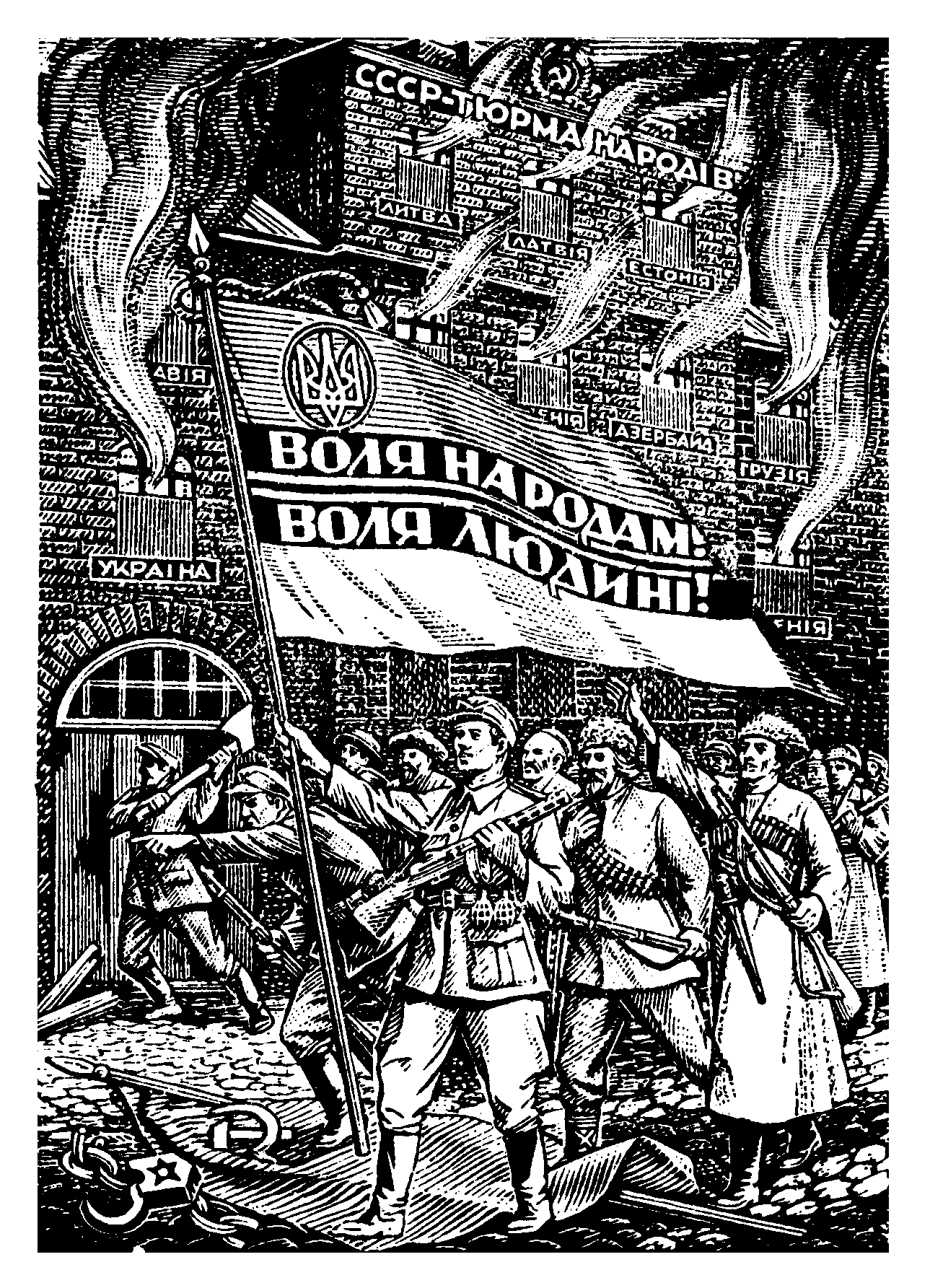
尼尔·哈塞维奇为乌克兰抵抗军创作的宣传画。被捣毁的监狱楼顶上写着：“诸民族的监狱--苏联”。而监狱的窗口则写着立陶宛、拉脱维亚、爱沙尼亚、烏克蘭人民共和國、阿塞拜疆、格鲁吉亚等被苏俄占领的民族国家的国名。反抗军战士手中的旗帜上书写着：「诸民族的自由！诸个体的自由！」。他们脚下踩着苏俄的镰刀锤子旗，以及被打碎的枷锁。木刻板画，大约作于1948年。

「诸民族的监狱」（德語：Völkerkerker）是描述一些统治多个民族，且奉行对其占领的土地和被其纳入疆域各族人民迫害和镇压政策的帝国的称呼。这一称呼曾被用于描述哈布斯堡帝国、俄罗斯帝国、苏联、南斯拉夫及现代俄罗斯，但还是最知名于法国贵族作家屈斯汀侯爵的游记《1839年的俄罗斯》和列宁于1914年在描述俄罗斯的民族政策时对这一说法的引用。